# Furore (singolo)
Furore è un singolo del duo musicale italiano Paola & Chiara, pubblicato il 9 febbraio 2023 come primo estratto dalla terza raccolta discografica Per sempre.
Il brano è stato presentato durante la seconda serata del Festival di Sanremo 2023, dove si è classificato al diciassettesimo posto.

## Descrizione
Il brano, scritto dalle sorelle Iezzi in collaborazione con Jacopo Ettorre e Alessandro La Cava, è stato prodotto da Merk & Kremont e vede il ritorno del duo sulle scene musicali a distanza di dieci anni dallo scioglimento. 

La canzone, che ricalca le sonorità pop di fine anni novanta e inizio anni 2000, è stata raccontata dalle due artiste in un'intervista rilasciata a Rockol:
Durante un'intervista radiofonica per l'emittente RDS il duo ha preannunciato la possibilità che possano essere pubblicate in futuro anche una versione spagnola e svedese del brano, già registrate.

## Accoglienza
Gianni Sibilla di Rockol associa il brano ai precedenti successi del duo Vamos a bailar (Esta vida nueva) e Festival. Rolling Stone Italia assegna alla canzone un voto di 8 su 10, affermando «nel Festival in cui tanti hanno messo in scena la loro sofferenza come in un grande Instagram cantato, loro hanno fatto ballare con divertimento e leggerezza».
Fabio Fiume di All Music Italia assegna un punteggio di 7 su 10, commentando con «sembra una produzione Pet Shop Boys di fine anni 90 e, come quelle, funziona alla grande». Francesco Prisco de Il Sole 24 Ore dà al brano un 4, affermando che «se fossimo negli anni Novanta questo brano potrebbe essere sul podio al Festival [...]. Ma gli anni Novanta sono finiti da 24 anni». Anche Mattia Marzi associa il brano agli anni Novanta, ma ne apprezza la produzione e ne assegna un voto di 6 su 10.

### Riconoscimenti di fine anno
- 10º — Rolling Stone Italia[13]

## Video musicale
Il video musicale del brano, diretto da Paolo Santambrogio e con la direzione artistica di Luca Tommassini, è stato pubblicato il 9 febbraio 2023 sul canale YouTube di Paola & Chiara. Il video, girato nella discoteca Superclub Milano, vede la partecipazione dell'attrice Simona Tabasco.

## Tracce
Testi e musiche di Jacopo Ettorre, Alessandro La Cava, Paola Iezzi, Chiara Iezzi, Federico Mercuri, Giordano Cremona, Leonardo Grillotti ed Eugenio Maimone.
Download digitale
1. Furore – 2:56

Furore Pack – digital EP
1. Furore – 2:56
2. Furore (Sped Up) – 2:39
3. Furore (Slowed + Reverb) – 3:31
4. Furore (ANGEMI Remix) – 2:52

## Classifiche

### Classifiche settimanali
| Classifica (2023) | Posizione massima |
| ----------------- | ----------------- |
| Italia            | 12                |

### Classifiche di fine anno
| Classifica (2023) | Posizione |
| ----------------- | --------- |
| Italia            | 67        |